# Salagnac
Salagnac é uma comuna francesa na região administrativa da Nova Aquitânia, no departamento Dordonha. Estende-se por uma área de 9,12 km². Em 2010 a comuna tinha 753 habitantes (densidade: 82,6 hab./km²).